# Wera Wassiljewna Issajewa
Wera Wassiljewna Issajewa (russisch Вера Васильевна Исаева; * 29. Märzjul. / 10. April 1898greg. in Kronstadt; † 19. April 1960 in Leningrad) war eine russisch-sowjetische Bildhauerin und Hochschullehrerin.

## Leben
Issajewa, Tochter des Marine-Arzts und Mikrobiologen W. I. Issajew (1854–1911), begann 1921 das Studium am Leningrader Höheren Künstlerisch-Technischen Institut (bis zur Oktoberrevolution Kaiserliche Akademie der Künste) in der Bildhauerei-Fakultät, das sie bei Alexander Matwejew 1927 abschloss.
Während des Deutsch-Sowjetischen Kriegs blieb Issajewa im blockierten Leningrad und beteiligte sich an der Tarnung der Stadt. Sie war Mitglied der von Nikolai Tomski geleiteten Bildhauer-Brigade, die Agitprop-Reliefs anfertigte. Zusammen mit  Michail Baburin, R. N. Budilow, Galina Borissowna Pjankowa-Rachmanina, B. R. Schaljutin, Weniamin Bogoljubow und A. A. Strekawin erstellte sie die Wandskulptur Für die Heimat! (6 × 5 m²) an der Staatlichen Öffentlichen Bibliothek am Newski-Prospekt. Mit Bogoljubow, A. W. Andrejewna-Petoschina und A. F. Gunius wurde sie von der Union der Künstler zur Partisanenbasis der Leningrader Front geschickt.
Issajewa schuf 1954–1959 in Leningrad das Alexander-Popow-Denkmal mit Weniamin Bogoljubow und dem Architekten Nikolai Baranow. Für den 1954 verstorbenen Weniamin Bogoljubow erstellte sie 1955 mit dem Architekten Modest Schepilewski das Grabdenkmal an den Literatenbrücken auf dem Wolkowo-Friedhof. Für die Fassade des 1955 eröffneten Eingangspavillons der Station Baltiska der Metro Sankt Petersburg fertigte sie das Basrelief-Medaillon mit dem Porträt des Admirals Fjodor Uschakow an.
Issajewa schuf 1959 mit dem Bildhauer Robert Karlowitsch Taurit (1906–1969) die Statue Mutter Heimat, die in der Mitte der von den Architekten Jewgeni Lewinson und Alexander Wiktorowitsch Wassiljew gestalteten Gedenkstätte auf dem Piskarjowskoje-Gedenkfriedhof der Opfer der Leningrader Blockade in St. Petersburg steht. Das von ihr mit dem Bildhauer Michail Rufimowitsch Gabe und dem Architekten Jewgeni Lewinson geschaffene Maxim-Gorki-Denkmal wurde 1968 aufgestellt.
Issajewa lehrte an der Leningrader Muchina-Kunst-Gewerbe-Hochschule, die 1876 von Baron Alexander von Stieglitz als Zentral-Schule für Technisches Zeichnen gegründet worden war. Seit 1957 war sie Mitglied der Union der Künstler der UdSSR.
Werke Issajewas befinden sich in der Tretjakow-Galerie, im Russischen Museum und in anderen Museen.

## Werke (Auswahl)

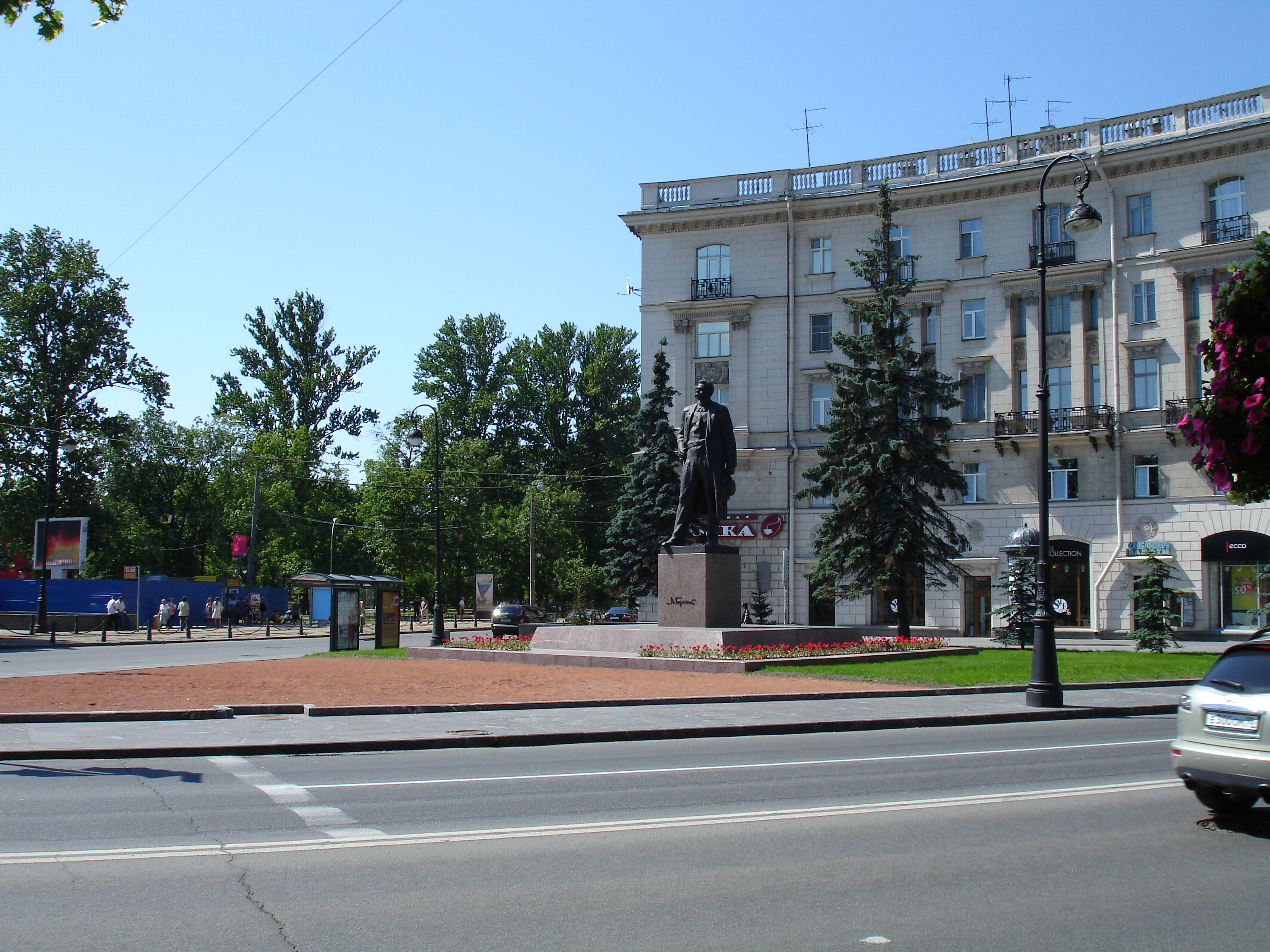
Maxim-Gorki-Denkmal, Kronwerkski Prospekt/Kamennoostrowski Prospekt, St. Petersburg